# 清水まり子
清水まり子（しみず まりこ、1970年12月5日 - ）は、日本の演歌歌手、タレント。山梨県甲府市出身。実家は1909年創業の老舗いなり寿司「清水家」。本名、神崎真理子（かんざき　まりこ）。血液型はO型。

## 来歴・人物
3歳から祖父が歌う「麦と兵隊」「安木節」や「炭鉱節」を耳で覚え、歌い始める。この頃、すでに歌手になることを夢見始める。幼稚園生の頃には時代の流行からピンクレディーに浸かる。
小学校ではお昼の学校放送で「今日は校内カラオケ大会にします」と宣言し、校内テレビカメラの前で熱唱することもあった。町の農協祭りや大会にも出場。また、小学3年生から中学2年生まで所属したNHK甲府放送児童劇団では、舞台での歌や演劇を経験し、主役を配役されるまでに至る。
中学時代、運動が得意な清水は放送部・水泳部・バトン部・新体操部を掛け持ち。また、生徒会でも役員を務める。
高校1年生（山梨県立甲府第一高等学校）の時に、第二回山梨歌謡祭で岩崎宏美の「家路」を歌い、大賞を受賞したことで、各地に歌い手として呼ばれることが増える。18歳の時に母を亡くし、深い悲しみに暮れるも、前を向き、高校卒業後は幼少からの夢であった歌手を目指すために上京。
上京し1年が過ぎた頃、山梨県の春日居市（石和温泉郷）のお祭りで歌唱を披露した際に、ゲスト出演していた三沢あけみにスカウトされる。以降、三沢の前歌や地方の健康センター巡業などにより全国を巡り、ステージのイロハを学んでいく。
1994年、「父娘坂（おやこざか）」でデビューし、30万枚のヒット。父娘坂の作曲者でもある稲毛康人は胃ガンにて1997年に亡くなるも、その死の直前まで歌の心を清水に教え続けた。
2005年、「花の舟」が有線チャートで25週連続チャートインし、ロングヒット。この曲が韓国のカラオケファンにも注目され、第3回日韓KARAOKE大会にゲスト出場。
2009年、一般社団法人日本歌手協会から歌唱賞を受賞。
2011年、11月に入籍。
2014年、デビュー20周年となり2枚同時シングルを発表（「化粧崩れ」「あなたへ」）。「あなたへ」のCDの帯に書かれた「あなたの分まで生きるネ。ありがとう、お母さん」というメッセージは、ちょうど母が亡くなった年齢となる清水の想いである。この曲の原詩も清水自身が亡き母を想い、書き綴っている。
2015年より、千葉テレビ および BS12 の「みんなの笑待夢〜ショータイム〜」に謎の美女としてレギュラー出演。同年12月、山梨県庁にて「やまなし大使」に任命され就任。
2016年、地元への貢献活動の一環として「清水家プロジェクト」を始動。介護施設への慰問ライブや、地方から世界へをキーワードに若手アーティストの育成を行う。
2017年、月刊カラオケファン（2018年2月号）の「今月のカラオケリクエストHOT50」にて行われた「2017 リクエスト＆アーテイスト オブ・ザ・イヤー」のアーティスト部門において「雪哭き津軽」が9位にラインイン。
2018年、地元である甲府市が行う記念イベント「こうふ開府500年記念事業」において、清水が歌う「おんな風林火山」がテーマソングに起用される。2018年9月に行われた「こうふ開府500年　カウントダウンイベント100日前」にて披露と同時に発売。この曲では清水自身も作詞を行なっている。

## ディスコグラフィー
※以下、最高位はオリコン調べ。
シングル
| タイトル                     | 発売日     | 最高位 | 備考                                                                                           |
| ---------------------------- | ---------- | ------ | ---------------------------------------------------------------------------------------------- |
| 父娘坂                       | 1994.10.21 | -      | 作詞：臼井ひさし/作曲：稲毛康人                                                                |
| 父娘坂（台詞入りバージョン） | 1996.9.21  | -      | 作詞：臼井ひさし/作曲：稲毛康人/台詞：芦屋雁之助                                               |
| 流れて津軽                   | 1997.4.19  | -      | 作詞：松井由利夫/作曲：チコ早苗                                                                |
| 今、ふたり                   | 1999.9.22  | -      | 作詞：たかたかし/作曲：岡千秋/編曲：池多孝春                                                   |
| あなたに首ったけ             | 2001.8.22  | -      | 作詞：仁井谷俊也/作曲：大谷明裕/編曲：伊戸のりお                                               |
| 湯治場                       | 2003.10.22 | -      | 作詞：杉紀彦/作曲：榊薫人 NHK新ラジオ歌謡主題歌                                                |
| 花の舟                       | 2005.2.23  | -      | 作詞：里村龍一/作曲：岡千秋/編曲：石倉重信 有線チャートで25週連続チャートイン                  |
| とまり木情話                 | 2006.10.4  | 66位   | 作詞：里村龍一/作曲：岡千秋                                                                    |
| 酔っ払っちゃった             | 2008.12.24 | -      | 作詞：千家和也/作曲：浜圭介                                                                    |
| 化粧崩れ                     | 2014.2.5   | 190位  | 作詞：橋詰晋也(鼻毛の森)/作曲：小田純平/編曲：森藤晶司 「あなたへ」同時発売                    |
| あなたへ                     | 2014.2.5   | -      | 作詞：青葉紘季/作曲：青葉紘季/編曲：森藤晶司 「化粧崩れ」同時発売                              |
| 雪哭き津軽                   | 2015.10.21 | 98位   | 作詞：近藤しげる/作曲：井上慎之介/編曲：竹内弘一                                               |
| 愛する人                     | 2017.2.14  | -      | 作詞：中村大介/作曲：中澤伸太郎/編曲：佐藤朋生                                                 |
| おんな風林火山               | 2018.9.23  | -      | 作詞：中村大介・清水まり子/作曲：井上慎之介/編曲：竹内弘一 こうふ開府500年記念事業テーマソング |

## 出演
テレビ番組
・みんなの笑待夢〜ショータイム〜（千葉テレビ および BS12）　レギュラー出演